# おはよう富山
『おはよう富山』（おはようとやま）は、NHK富山で放送されていた朝の『NHKニュースおはよう日本』の富山県向けローカルニュース番組。

## 内容
- 富山県のニュース・気象情報
- リポート など

## 放送時間
- 月曜日 - 金曜日 6:55 - 7:00、7:45 - 8:00（JST）
  - 祝日・年末年始は休止し、6:55 - 7:00・7:25 - 7:30（年末年始は7:15 - 7:20）に「ニュース・気象情報（東海・北陸）」を放送。
  - 春の大型連休・お盆期間などは「おはよう東海・北陸」（名古屋発）を放送するため休止。
    - 2024年7月29日 - 8月2日・5日 - 9日はオリンピック期間（2024年パリオリンピック）に伴い本番組を中止し、7:50 - 8:00（8月6日のみ7:40 - 7:45）に拠点の名古屋放送局から「おはよう東海・北陸」を放送。

## キャスター
- 富山放送局のアナウンサーが原則として交替で担当しているが、近年は同放送局の契約キャスター（主に武田祐季もしくは山本愛美）が担当することもある。